# 최승철 (1959년)
최승철(1959년~2008년)은 조선민주주의인민공화국의 정치인이다. 통일전선부 부부장, 최고인민회의 대의원을 지냈다.

## 경력
함경남도에서 노동자 가정에서 태어났으며, 김일성종합대학 경제학부 정치경제학과를 졸업하고 조선로동당에 입당하였다. 주로 통일전선부에서 근무하며 대남사업을 담당하였다. 남북 적십자 회담, 남북 총리회담의 실무자로 활동하였다.
조선아시아태평양평화위원회 부위원장 시절 현정은 현대그룹 회장과 금강산을 방문하였다. 통일전선부 부부장 시절 10.4 남북정상선언의 실무자로 활동하였으며, 군사분계선에서 노무현 대통령과 권양숙 영부인을 접견하였으며, 평양개성고속도로에서 노무현 대통령 내외를 에스코트하였다. 2008년에 숙청되었다는 소식이 나오면서 더 이상 공식 석상에서는 모습을 볼 수 없게 되었다.
- 조국평화통일위원회 서기국장
- 조선적십자회 중앙위 상무위원
- 최고인민회의 제 11기 대의원
- 통일전선부 부부장
- 조선아시아태평양평화위원회 부위원장
- 농업근로자동맹 부위원장